# 野上建紀
野上 建紀（のがみ たけのり、1964年 - ）は、日本の考古学者、長崎大学教授、博士（文学）。研究分野は考古学・水中考古学で、中近世における陶磁器の交流と交易の研究を行っている。陶磁器の生産・流通・消費の歴史について考古学的に明らかにするために調査・研究を続けているが、近年は江戸時代に長崎から輸出された肥前磁器（イマリ）の貿易ルートを解明すべく、アジアをはじめ、ラテンアメリカにまでフィールドを広げている。

## 略歴
- 1964年 福岡県北九州市に生まれる。
- 1985～1989年 金沢大学文学部史学科[1]。在学中は考古学研究室と同時に考古学研究会に所属[2]。
- 1989～2013年 有田町教育委員会　有田町歴史民俗資料館　文化財専門員[1]
- 2002年 金沢大学大学院社会環境科学研究科国際環境学専攻博士課程修了。
- 2014年 長崎大学多文化社会学部准教授。
- 2017年 長崎大学多文化社会学部教授。

## 受賞歴
- 2009年 サハメトレイ勲章
- 2016年 小山冨士夫記念賞奨励賞